# 법관징계위원회
법관징계위원회(法官懲戒委員會)는 법관에 대한 징계사건을 심의·결정하기 위하여 설치된 대한민국 대법원 소속 위원회이다.

## 설치 근거
- 법원조직법 제48조 제1항
- 법관징계법 제4조 제1항

## 구성

### 위원장(1명)
위원회의 위원장은 대법관 중에서 대법원장이 임명한다.

#### 위원(6명)
위원은 법관 3명과 다음 각 호에 해당하는 사람 중 각 1명을 대법원장이 각각 임명하거나 위촉한다.
1. 변호사
2. 법학교수
3. 그 밖에 학식과 경험이 풍부한 사람

#### 예비위원(3명)
예비위원은 법관 중에서 대법원장이 임명한다.